# Коритно (Блед)
Коритно (словен. Koritno) — поселення в общині Блед, Горенський регіон, Словенія. Висота над рівнем моря: 487,8 м.